# Zemský okres Fürth
Zemský okres Fürth (německy Landkreis Fürth) je zemský okres v německé spolkové zemi Bavorsko, ve vládním obvodu Střední Franky. Sídlem správy zemského okresu je město Zirndorf. Má přibližně 116 tisíc obyvatel. 

## Města a obce
| Města: 1. Langenzenn 2. Oberasbach 3. Stein 4. Zirndorf | Obce: 1. Ammerndorf 2. Cadolzburg 3. Großhabersdorf 4. Obermichelbach 5. Puschendorf 6. Roßtal 7. Seukendorf 8. Tuchenbach 9. Veitsbronn 10. Wilhermsdorf |